# Xiamenhua
Xiamenhua is een belangrijk Chinees dialect in de Chinese stad Xiamen en omstreken. Xiamenhua is een mengsel van twee verwante dialecten: Zhangzhouhua en Quanzhouhua. Xiamenhua kent acht verschillende toonhoogtes. Dit dialect kent net als vele andere Chinese dialecten verschil in uitspraak tussen spreektaal en schrijftaal.

## Classificatie
- Sino-Tibetaanse talen
  - Chinese talen
    - Min (taal)
      - Minnanyu
        - Xiamenhua

## Klanken
Xiamenhua kent de volgen klanken, die in het IPA zijn geromaniseerd.
- a ap at ak aʔ ã ɔ ɔk ɔ̃ ə o e ẽ i ɪɛn iŋ
- ɪk ĩ ai aĩ au am ɔm m̩ ɔŋ ŋ̍ u ua ue uai uan ɨ (i)ũ
- p b pʰ m t tʰ n nŋ l k ɡ kʰ h tɕi ʑi tɕʰi ɕi ts dz tsʰ s